# Temps (musique)
Pour les articles homonymes, voir Temps (homonymie).

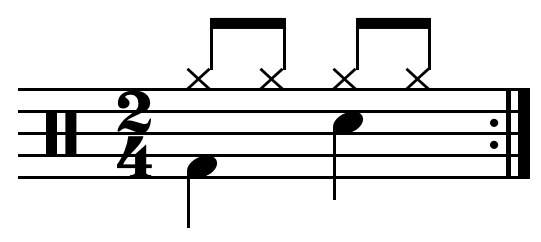
Exemple de mesure à 2 temps

En musique, le temps est l'unité de mesure de la durée musicale. Cependant, il n'existe pas de temps étalon. En effet, la durée réelle des temps peut varier d'une œuvre musicale à l'autre, et c'est le tempo qui va fixer, pour un passage musical donné, la durée exacte des temps.  
Pour remplir sa fonction d'unité de mesure de la durée musicale, le temps doit pouvoir être rigoureusement délimité : ce rôle de bornage est rempli par la pulsation.
- Les temps peuvent être combinés en structures de niveau supérieur — ou cycles de temps — appelés mesures.

- Les temps peuvent également être divisés en plusieurs parties (demi-temps, tiers de temps, etc.).

## Musique contemporaine
La notion de temps telle que définie ci-dessus ne s'applique plus intégralement à la musique contemporaine, pour laquelle le temps peut ne plus être granulaire. Dans son ouvrage Penser la musique aujourd’hui , Pierre Boulez définit deux nouvelles conceptions :
- le temps strié, dans lequel les structures de la durée se réfèrent au temps chronométrique en fonction d’un balisage régulier ou irrégulier mais systématique : la pulsation. La pulsation est l’unité du plus petit commun multiple.
- le temps lisse, pour lequel les « stries » temporelles sont remplacées par la durée de certains objets sonores. Il n’y a alors plus de mesure ou de rythme repérable, mais écoulement continu dans le temps d'une masse sonore en évolution, temps suspendu donnant un sentiment d'éternité.

« Dans le temps lisse, on occupe le temps sans le compter ;
dans le temps strié, on compte le temps pour l’occuper. »